# Glacier Drygalski
Ne doit pas être confondu avec Langue de glace Drygalski.
Le glacier Drygalski est un glacier antarctique situé sur la côte orientale de la Terre de Graham, sur la péninsule Antarctique, à 64°43'S 60°44'O. Il est long de plus de 25 km et s'étend du plateau de Herbert jusqu'à Sentinel Nunatak.
Il est découvert par Otto Nordenskjöld pendant l'expédition Antarctic et est d'abord appelé baie de Drygalski (Drygalski Bay) en honneur d'Erich von Drygalski, explorateur allemand de l'époque. Ce n'est qu'en 1947 qu'on découvre le glacier.
La langue de glace Drygalski, de l'autre côté de l'Antarctique dans la Dépendance de Ross, est souvent confondue avec le glacier Drygalski.